# Noah Elliott
Noah Elliott, né le 12 juillet 1997, est un snowboardeur handisport américain.

## Palmarès

### Jeux paralympiques d'hiver
- Jeux paralympiques d'hiver de 2018
  -  Médaille de bronze en Snowboard Cross